# New York Blues
New York Blues (originaltitel NYPD Blue) er en amerikansk dramaserie, der blev produceret for ABC fra 1993 til 2005 og er således en af de længstlevende tv-serier i USA. Serien er skrevet af Steven Bochco og David Milch og udspiller sig omkring en fiktiv politistation på Manhattan i New York. Serien har vundet flere Emmy Awards. 
Herhjemme blev serien sendt på TV 2. Seriens danske oversættelse er sandsynligvis en slet skjult henvisning til den tidligere Hill Street Blues, som også har Dennis Franz på rollelisten, som i New York Blues spiller hovedpersonen Andy Sipowicz.
Serien fik massiv kritik for sin brug af nøgenhed og groft sprog, hvilket var et brud på samtidens normer indenfor amerikansk tv. New York Blues blev produceret i 261 afsnit.